# 1968年夏季奥林匹克运动会
第十九屆夏季奥林匹克运动会（英語：the Games of the XIX Olympiad），於1968年10月12日至27日在墨西哥的墨西哥城舉行，为期15天。

## 背景
1963年，国际奥委会于联邦德国巴登巴登召开的第60届会议上，从布宜诺斯艾利斯（阿根廷）、底特律（美国）、里昂（法国）、墨西哥城（墨西哥）4个申请主办奥运会的城市中，选了墨西哥城为第19届奥运会会址。会议讨论中，人们对生活在平原地区的运动员能否适应这个高原城市的气候，表示了严重关注。当会址最后确定下来后，各国立即寻找高原地区进行适应性训练。
墨西哥首都墨西哥城是世界最大城市之一。由于经济起飞，人口随之暴涨，到1968年奥运会时为已达到600万。该城海拔2259公尺，空气中氧气含量比平原地区低30%东西南三面群山环绕，北部是比较开阔的地带。这里气候温和，四季如春。经第19届奥运会检验，该市高原气候对长跑、竞走、划船、公路自行车等运动项目的成绩有不利影响，但对于短跑、跳跃等却有意想不到的好处。墨西哥城是「壁画之都」，市内绚丽的壁画比比皆是。第19届奥运会会徽就是以壁画为主要标志，突出了该城的特点。

## 焦點

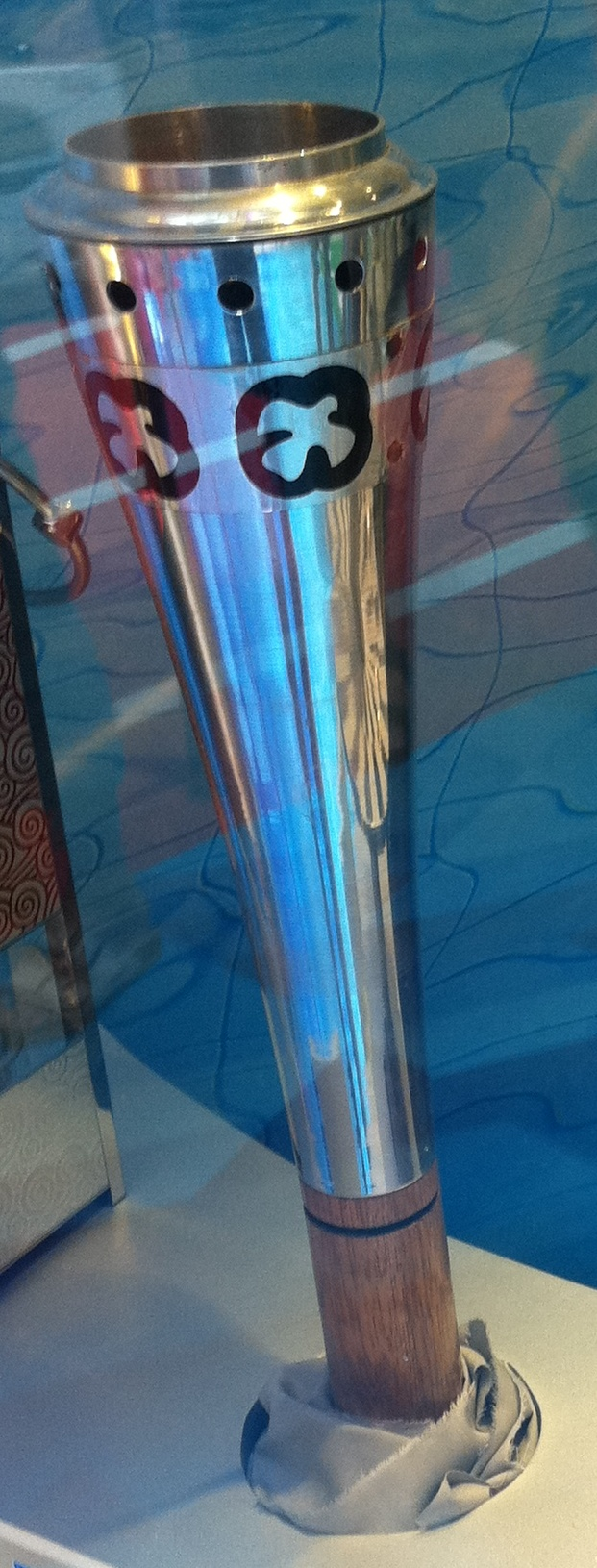
1968年夏季奧運會火炬

- 本屆奧運主辦城市墨西哥市為海拔最高的奧運主辦城市（約2240公尺）。
- 在本屆運動會當中，中華民國以「台灣」的名義參賽，該國的女選手紀政在田徑跨欄項目奪得了銅牌，這是第一位獲得銅牌的獎項。
- 在田径项目男子200米的颁奖典礼中，两位胜出的非裔美国人汤米·史密斯（金牌获得者）和約翰·卡洛斯（铜牌获得者）在升国旗奏国歌时，举起了他们所带着的黑色手套，象征對黑色力量之支持，而旁邊的澳洲白人選手彼得·諾曼雖然並無參與舉手，但也配戴象徵正義公平的奧運人權勳章表示支持。為表示懲罰，国际奥委会遂终身禁止兩名非裔運動員参加奥运会之資格，而彼得·諾曼回澳洲後也遭到封殺，與奧運無緣，到了1996年，国际奥委会終於承認對當年两位非裔美国人的懲罰是錯誤的，並致歉且同時邀請已經51歲的湯米·史密斯參加亞特蘭大奧運火炬的榮譽接力跑步，而到了2012年，澳洲的奧運委員會才向該名當時已逝世的彼得·諾曼致歉，並且感念他在種族平等上的卓越貢獻與付出。

- 這屆夏季奧運會，是現代奧運會開辦72年來，首次用彩色電視技術向全球轉播。

## 比赛项目
| - 田径 - 篮球 - 拳击 - 击剑 - 举重 - 摔跤 - 马术 |  | - 足球 - 体操 - 赛艇 - 射击 - 帆船 - 排球 - 皮划艇 |  | - 自行车 - 曲棍球 - 现代五项 - 游泳 - 跳水 - 水球 |

### 表演项目
- 网球
- 回力球

## 参赛国家及地区

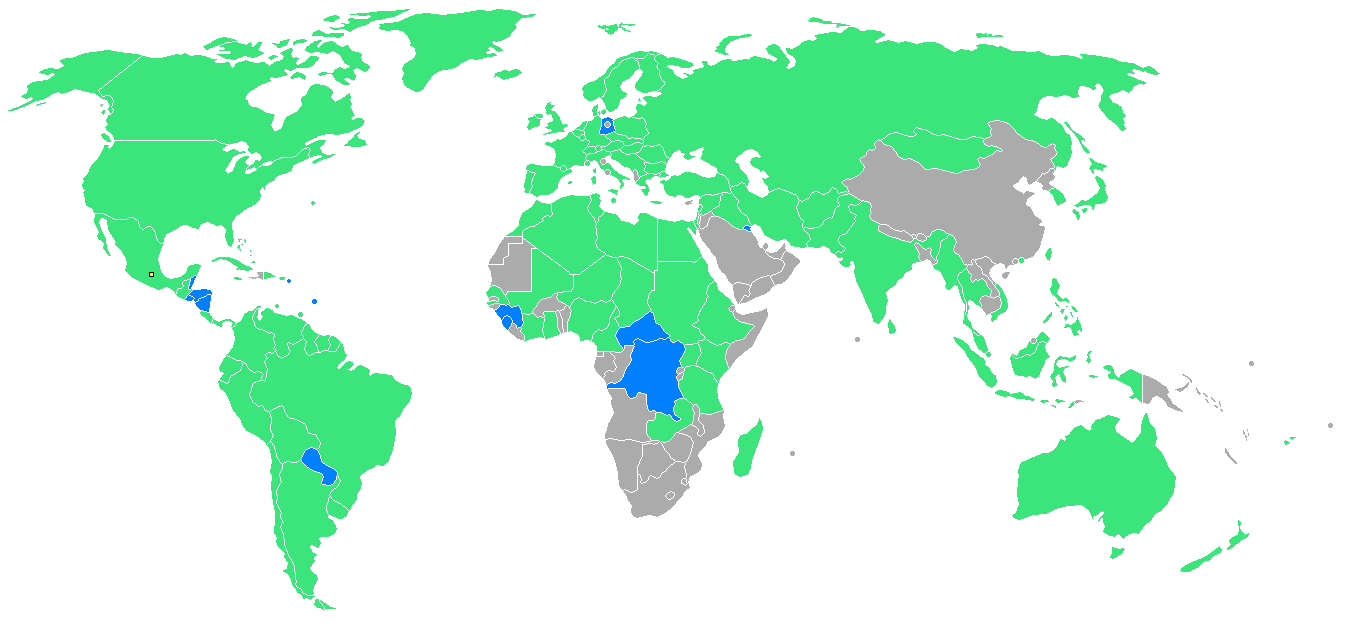
参赛国家及地区分布

共计有112个国家及地区参加了1968年墨西哥城奥运会
| \| - 阿富汗（5） - 阿尔及利亚（3） - 阿根廷（89） - （128） - 奥地利（43） - 巴哈马（16） - 巴巴多斯（9） - 比利时（82） - 百慕大（6） - 玻利维亚（4） - 博茨瓦纳（8） - 巴西（76） - 英属洪都拉斯（7） - 保加利亚（112） - 缅甸（4） - 喀麦隆（5） - 加拿大（138） - 中非共和国（1） - 锡兰（3） - （3） - 智利（21） - 哥伦比亚（43） - 薩伊（5） - 哥斯达黎加（18） - 科特迪瓦（10） - 古巴（115） - 塞浦路斯（3） - 捷克斯洛伐克（121） - 达荷美（1） - 丹麦（64） - （18） \| \| - 厄瓜多尔（15） - 埃及（30） - 萨尔瓦多（60） - 埃塞俄比亚（18） - 斐济（1） - 芬兰（66） - 法国（200） - 加蓬（4） - 东德（226） - 西德（275） - （31） - 英国（225） - 希腊（44） - 危地马拉（48） - 几内亚（15） - 圭亚那（5） - 海地（2） - 洪都拉斯（6） - 香港（11） - 匈牙利（167） - 冰岛（8） - 印度（25） - 印度尼西亚（6） - 伊朗（14） - 伊拉克（3） - 爱尔兰（31） - 以色列（29） - 意大利（167） - 牙买加（25） - 日本（171） \| \| - 约旦（6） - （39） - 韩国（54） - 科威特（2） - 黎巴嫩（11） - 莱索托（2） - 利比里亚（3） - 利比亚（1） - 列支敦士登（2） - 卢森堡（5） - 马达加斯加（4） - 马拉维（3） - 马来西亚（31） - 马尔代夫（1） - （2） - 马耳他（1） - 墨西哥（275） (主辦國) - 摩纳哥（2） - 蒙古（16） - 摩洛哥（24） - 荷兰（107） - （5） - 新西兰（52） - 尼加拉瓜（11） - （2） - 尼日利亚（36） - 挪威（46） - 巴基斯坦（15） - 巴拿马（16） - 巴拉圭（1） - 秘鲁（28） - 菲律宾（49） - 波兰（177） \| \| - 葡萄牙（20） - 波多黎各（58） - 罗马尼亚（82） - 圣马力诺（4） - 沙特阿拉伯（30） - 塞内加尔（21） - （3） - 新加坡（4） - 南非（10） - 苏联（312） - 西班牙（122） - 苏丹（5） - 苏里南（1） - 瑞典（100） - 瑞士（85） - 叙利亚（2） - 臺灣（43） - 坦桑尼亚（4） - 泰国（41） - 多哥（3） - 特立尼达和多巴哥（19） - 突尼斯（7） - 土耳其（29） - 乌干达（11） - 美国（357） - （7） - 乌拉圭（27） - 委内瑞拉（23） - 越南共和國（9） - （6） - 南斯拉夫（69） - 赞比亚（7） \| |  | |  | |  | |
| - 阿富汗（5） - 阿尔及利亚（3） - 阿根廷（89） - （128） - 奥地利（43） - 巴哈马（16） - 巴巴多斯（9） - 比利时（82） - 百慕大（6） - 玻利维亚（4） - 博茨瓦纳（8） - 巴西（76） - 英属洪都拉斯（7） - 保加利亚（112） - 缅甸（4） - 喀麦隆（5） - 加拿大（138） - 中非共和国（1） - 锡兰（3） - （3） - 智利（21） - 哥伦比亚（43） - 薩伊（5） - 哥斯达黎加（18） - 科特迪瓦（10） - 古巴（115） - 塞浦路斯（3） - 捷克斯洛伐克（121） - 达荷美（1） - 丹麦（64） - （18） |  | - 厄瓜多尔（15） - 埃及（30） - 萨尔瓦多（60） - 埃塞俄比亚（18） - 斐济（1） - 芬兰（66） - 法国（200） - 加蓬（4） - 东德（226） - 西德（275） - （31） - 英国（225） - 希腊（44） - 危地马拉（48） - 几内亚（15） - 圭亚那（5） - 海地（2） - 洪都拉斯（6） - 香港（11） - 匈牙利（167） - 冰岛（8） - 印度（25） - 印度尼西亚（6） - 伊朗（14） - 伊拉克（3） - 爱尔兰（31） - 以色列（29） - 意大利（167） - 牙买加（25） - 日本（171） |  | - 约旦（6） - （39） - 韩国（54） - 科威特（2） - 黎巴嫩（11） - 莱索托（2） - 利比里亚（3） - 利比亚（1） - 列支敦士登（2） - 卢森堡（5） - 马达加斯加（4） - 马拉维（3） - 马来西亚（31） - 马尔代夫（1） - （2） - 马耳他（1） - 墨西哥（275） (主辦國) - 摩纳哥（2） - 蒙古（16） - 摩洛哥（24） - 荷兰（107） - （5） - 新西兰（52） - 尼加拉瓜（11） - （2） - 尼日利亚（36） - 挪威（46） - 巴基斯坦（15） - 巴拿马（16） - 巴拉圭（1） - 秘鲁（28） - 菲律宾（49） - 波兰（177） |  | - 葡萄牙（20） - 波多黎各（58） - 罗马尼亚（82） - 圣马力诺（4） - 沙特阿拉伯（30） - 塞内加尔（21） - （3） - 新加坡（4） - 南非（10） - 苏联（312） - 西班牙（122） - 苏丹（5） - 苏里南（1） - 瑞典（100） - 瑞士（85） - 叙利亚（2） - 臺灣（43） - 坦桑尼亚（4） - 泰国（41） - 多哥（3） - 特立尼达和多巴哥（19） - 突尼斯（7） - 土耳其（29） - 乌干达（11） - 美国（357） - （7） - 乌拉圭（27） - 委内瑞拉（23） - 越南共和國（9） - （6） - 南斯拉夫（69） - 赞比亚（7） |

## 奖牌榜
| 排名 | 国家／地区          | 金牌 | 银牌 | 铜牌 | 總數 |
| ---- | ------------------- | ---- | ---- | ---- | ---- |
| 1    | 美国（USA）         | 45   | 28   | 34   | 107  |
| 2    | 苏联（URS）         | 29   | 32   | 30   | 91   |
| 3    | 日本（JPN）         | 11   | 7    | 7    | 25   |
| 4    | 匈牙利（HUN）       | 10   | 10   | 12   | 32   |
| 5    | 东德（GDR）         | 9    | 9    | 7    | 25   |
| 6    | 法国（FRA）         | 7    | 3    | 5    | 15   |
| 7    | 捷克斯洛伐克（TCH） | 7    | 2    | 4    | 13   |
| 8    | 西德（FRG）         | 5    | 11   | 10   | 26   |
| 9    | （AUS）             | 5    | 7    | 5    | 17   |
| 10   | 英国（GBR）         | 5    | 5    | 3    | 13   |

## 外部連結
- 國際奧委會（页面存档备份，存于）
- 中國奧委會有關第十九屆奧運會的資料

| 前任者： 东京 | 夏季奧林匹克運動會 第19届： 墨西哥城奥运会 1968年 | 繼任者： 慕尼黑 |